# Sing Me Something New
Sing Me Something New es el primer álbum en solitario de David Fonseca. Fue lanzado en Portugal en 2003. Revela a una músico y compositor en plenitud. Autor de todas las composiciones y letras, David toca prácticamente todos los instrumentos y elabora los arreglos más complejos de su carrera. Arriesgando en nuevas direcciones, el disco muestra una mayor libertad creativa y figura en todas las listad de los mejores discos del año. El tema 'Someone that cannot love' fue el número uno del airplay nacional portugués durante varias semanas y el tema 'The 80's' fue escogido por Vodafona para la campaña lusa. El álbum ha obtenido disco de oro (30.000 discos vendidos).

## Temas
1. Intro
2. The 80's
3. Someone that cannot love
4. Paying Bowies With Me
5. So You Want To Save The World
6. U Make Me Believe
7. You And I (Letter To S.)
8. Haunted Home
9. Summer Will Bring You Over
10. Now That I Am You
11. Revolution Edit
12. In Love With Yourself
13. Do You Really Believe That Love Will Keep You From Getting Hurt?
14. Sing Me Something New
15. My Sunshine And My Rain

## Sencillos
- Someone that cannot love
- The 80's

- Datos: Q3284092